# Departamento de Tenerife
Tenerife fue uno de los departamentos en que se dividía el Estado Soberano del Magdalena (Colombia). Fue creado en 1864, cuando la provincia de Tenerife adquirió la categoría de departamento. Tuvo por cabecera a El Piñón, Santa Ana y Chengue. El departamento comprendía parte del territorio de las actuales regiones magdalenenses del Centro y del Río.

## División territorial
En 1876 el departamento comprendía los distritos de El Piñón (capital), Cerro de San Antonio, Chengue, Plato, Punta de Piedra, Santa Ana, San Zenón, San Fernando, San Sebastián y Tenerife.